# Alba Mogensen
Olga Alba Freja Larsdotter Mogensen, född 25 januari 1995 i Malmö, i Sverige, är en svensk författare och journalist. Mogensen har bland annat arbetat som kulturjournalist och producent på Sveriges Radio och på Dagens Nyheter, nu är hon kulturredaktör på  Ystads Allehanda, hon är dotter till journalisten Lars Mogensen.